# Robin Mallapert
Robin Mallapert (fl. 1538–1553) est un musicien français de la Renaissance, chanteur et compositeur, qui a passé l'essentiel de sa vie à Rome comme maître de chapelle dans divers églises.
Décrit comme un excellent musicien, Robin Mallapert n'est pourtant pas l'auteur d'une œuvre marquante. Il est surtout connu pour avoir été l'un des maîtres de Giovanni Pierluigi da Palestrina, dont l'œuvre est souvent considéré comme étant le point culminant de la polyphonie à la Renaissance.

## Biographie
| Chapelle                       | Entrée        | Fin            |
| ------------------------------ | ------------- | -------------- |
| Saint-Jean-de-Latran           | 1535          | juin 1538      |
| Sainte-Marie-Majeure           | juin 1538     | avril 1539     |
| Saint-Louis-des-Français       | avril 1539    | novembre 1539  |
| Saint-Pierre (Cappella Giulia) | décembre 1539 | janvier 1545   |
| Saint-Jean-de-Latran           | octobre 1548  | novembre 1549  |
| Saint-Pierre (Cappella Giulia) | février 1550  | septembre 1551 |

Robin Mallapert est surtout connu pour avoir été l'un des maîtres de Palestrina,,, mais sa vie est peu connue.
Vers 1535, Robin Mallapert devient maître de chapelle (maestro di capella) de la basilique Saint-Jean-de-Latran, où il officie jusqu'au mois de juin 1538.
Du 13 juin 1538 au 24 avril 1539, il est maître de chapelle à la basilique Sainte-Marie-Majeure, au moment où Giovanni Pierluigi da Palestrina y est enfant de chœur (pueri chorialis). Il passe ensuite à l'église Saint-Louis-des-Français à partir du 25 avril 1539 jusqu'au 30 novembre de la même année. Il succède alors à Jacobus Flandrus, qui pourrait être Jacques Arcadelt, à la chapelle Giulia le 1er décembre et pour la première fois, pour un engagement de cinq ans, jusqu'au 31e janvier 1545,. Son contrat prévoyait qu'il soit payé cinq écus romains par mois.
On ne retrouve ensuite sa trace qu'au premier jour d'octobre 1548, date à laquelle il entre pour la seconde fois à la basilique Saint-Jean-de-Latran. Il y reste jusqu'au 30 novembre de l'année suivante, et est remplacé un mois plus tard par Paolo Animuccia.
Il est de nouveau brièvement maître des enfants de chœur de la chapelle Giulia à partir du 26 février 1550,, où il est payé six écus par mois. En septembre 1551, il est remplacé par Palestrina. Les Français et des Flamands, jusque là prédominants, sont petit à petits remplacés par des Italiens à la tête des chapelles romaines à partir de 1550.
En 1553, il retourne à la basilique Sainte-Marie-Majeure où il est fait chanoine,. Il a laissé par testament ses livres et ses manuscripts à cette basilique.

## Œuvre

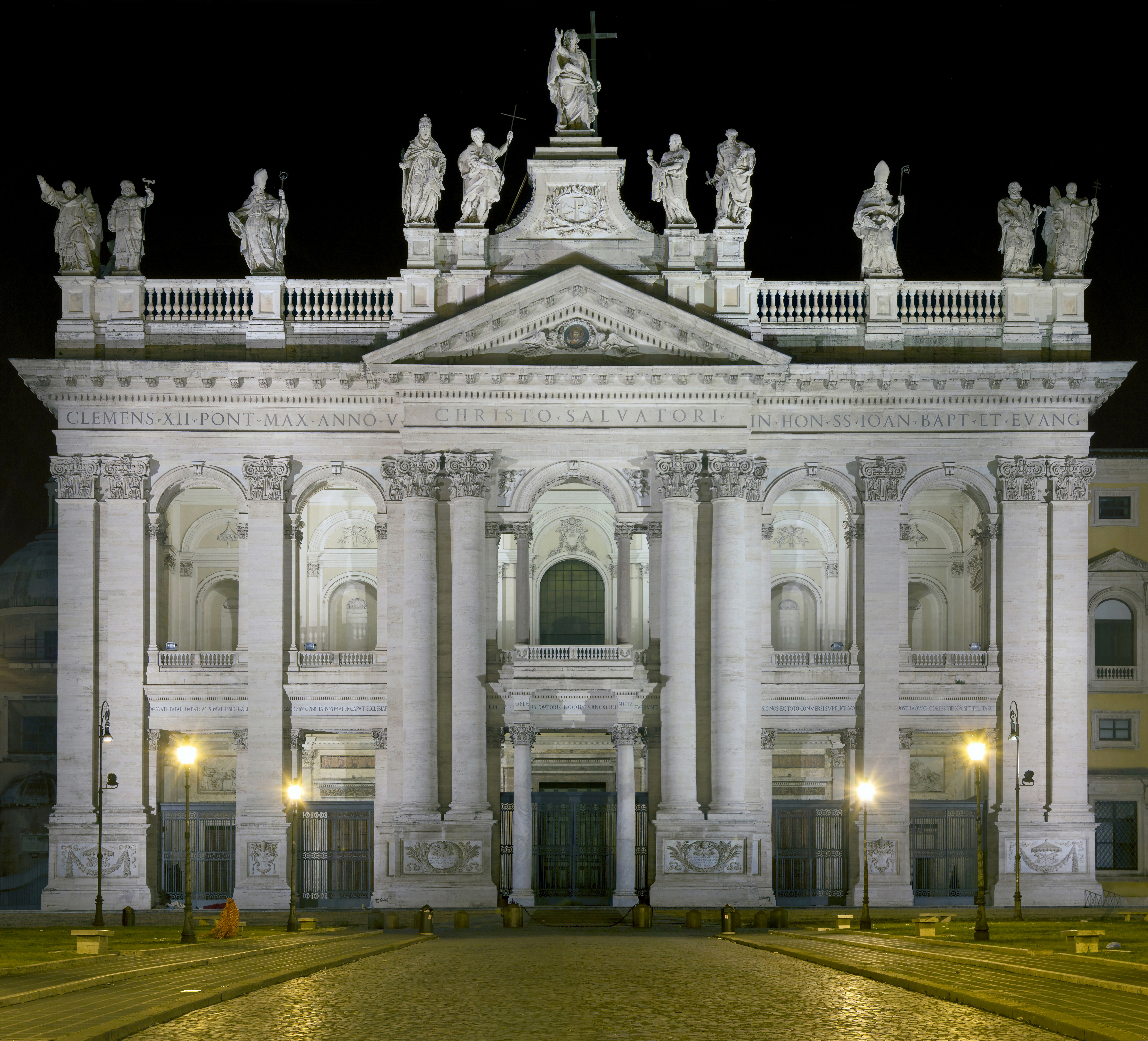
Façage de la basilique Saint-Jean-de-Latran, où Mallapert est maître des enfants de chœur pendant cinq ans.

Robin Mallapert, qui était également compositeur, n'a pas laissé une œuvre marquante. C'est ce que note dans le Guide de la musique de la Renaissance (2011) le musicologue Philippe Canguilhem, qui considère qu'il n'a « pas laissé une œuvre inoubliable », bien qu'il ait compté parmi les enseignants de Palestrina.
Néanmoins, le musicographe François-Joseph Fétis (1784-1871) rapporte que dans Notizie de' contrappuntisti e compositori di musica, Giuseppe Ottavio Pitoni (1657-1743) fait l'éloge de motets de Robin Mallapert qu'il dit avoir vu dans les archives de l'église San Lorenzo in Damaso. Il note également que l'ouvrage Basilicæ S. Mariœ Majoris de urbe descriptio e delineatio de l'abbé Paul de Angelis indique qu'il était excellent chanteur.